# كيلين (تكساس)
كيلين (بالإنجليزية: Killeen, Texas)‏ هي مدينة تقع بولاية تكساس في شمال شرق الولايات المتحدة. تبلغ مساحة هذه المدينة (كم²)، وترتفع عن سطح البحر م، بلغ عدد سكانها 134654 نسمة في عام 2012 حسب إحصاء مكتب تعداد الولايات المتحدة .

## التركيبة السكانية
حدّد مكتب تعداد الولايات المتحدة بيانات التركيبة السكانية لكيلين في تعداد الولايات المتحدة. في ما يلي، التركيبة السكانية حسب تعدادي 2000 و 2010.

### تعداد عام 2000
بلغ عدد سكان كيلين 86,911 نسمة بحسب تعداد عام 2000، وبلغ عدد الأسر 32,447 أسرة وعدد العائلات 22,984 عائلة مقيمة في المدينة. في حين سجلت الكثافة السكانية 604.6 نسمة لكل كيلومتر مربع (1,565.9/ميل2). وبلغ عدد الوحدات السكنية 35,343 وحدة بمتوسط كثافة قدره 245.9 لكل كيلومتر مربع (636.9/ميل2).
وتوزع التركيب العرقي للمدينة بنسبة 45.78% من البيض و 33.49% من الأمريكيين الأفارقة و 0.78% من الأمريكيين الأصليين و 4.33% من الأمريكيين ذوي الأصول الآسيوية و 0.91% من سكان جزر المحيط الهادئ و 8.99% من الأعراق الأخرى و 5.72% من عرقين مختلطين أو أكثر و 17.80% من الهسبانيون أو اللاتينيون من أي عرق.
بلغ عدد الأسر 32,447 أسرة كانت نسبة 45.3% منها لديها أطفال تحت سن الثامنة عشر تعيش معهم، وبلغت نسبة الأزواج القاطنين مع بعضهم البعض 53.9% من أصل المجموع الكلي للأسر، ونسبة 13.4% من الأسر كان لديها معيلات من الإناث دون وجود شريك،  بينما كانت نسبة 3.5% من الأسر لديها معيلون من الذكور دون وجود شريكة وكانت نسبة 29.2% من غير العائلات. تألفت نسبة 22.3% من أصل جميع الأسر من عدة أفراد يعيشون في نفس المنزل ونسبة 3.3% كانت تتألف من شخص يعيش بمفرده يبلغ من العمر 65 عاماً أو أكثر. وبلغ متوسط حجم الأسرة المعيشية 2.67، أما متوسط حجم العائلات فبلغ 3.12.
بلغ العمر الوسطي للسكان 26.7 عاماً. وكانت نسبة 29.8% من القاطنين تحت سن الثامنة عشر، وكانت نسبة 16% بين الثامنة عشر والرابعة والعشرين عاماً، ونسبة 35.7% كانت واقعةً في الفئة العمرية ما بين الخامسة والعشرين والرابعة والأربعين عاماً، ونسبة 13.5% كانت ما بين الخامسة والأربعين والرابعة والستين، ونسبة 4.6% كانت ضمن فئة الخامسة والستين عاماً فما فوق. يوجد لكل 100 أنثى 100.9 ذكر، ويوجد لكل 100 أنثى في الثامنة عشر من عمرها فما فوق 100.4 ذكر.
بلغ متوسط دخل الأسرة في المدينة 34,461 دولارًا، أما متوسط دخل العائلة فبلغ 36,674 دولارًا. وكان متوسط دخل الذكور 26,502 دولارًا مقابل 21,799 دولارًا للإناث. وسجل دخل الفرد الخاص بالمدينة 15,323 دولارًا. وكانت نسبة 11.2% من العائلات ونسبة 12.9% من السكان تحت خط الفقر، وكان من هؤلاء نسبة 18.9% تحت سن الثامنة عشر ونسبة 8.6% في الخامسة والستين من العمر وما فوق.

### تعداد عام 2010
بلغ عدد سكان كيلين 127,921 نسمة بحسب تعداد عام 2010، وبلغ عدد الأسر 48,052 أسرة وعدد العائلات 33,276 عائلة مقيمة في المدينة. في حين سجلت الكثافة السكانية 889.9 نسمة لكل كيلومتر مربع (2,304.8/ميل2). وبلغ عدد الوحدات السكنية 53,913 وحدة بمتوسط كثافة قدره 375 لكل كيلومتر مربع (971.2/ميل2).
وتوزع التركيب العرقي للمدينة بنسبة 45.13% من البيض و 34.09% من الأمريكيين الأفارقة و 0.81% من الأمريكيين الأصليين و 3.99% من الأمريكيين ذوي الأصول الآسيوية و 1.35% من سكان جزر المحيط الهادئ و 7.95% من الأعراق الأخرى و 6.67% من عرقين مختلطين أو أكثر و 22.94% من الهسبانيون أو اللاتينيون من أي عرق.
بلغ عدد الأسر 48,052 أسرة كانت نسبة 44% منها لديها أطفال تحت سن الثامنة عشر تعيش معهم، وبلغت نسبة الأزواج القاطنين مع بعضهم البعض 47.1% من أصل المجموع الكلي للأسر، ونسبة 17.2% من الأسر كان لديها معيلات من الإناث دون وجود شريك،  بينما كانت نسبة 4.9% من الأسر لديها معيلون من الذكور دون وجود شريكة وكانت نسبة 30.8% من غير العائلات. تألفت نسبة 24.4% من أصل جميع الأسر من عدة أفراد يعيشون في نفس المنزل ونسبة 3.7% كانت تتألف من شخص يعيش بمفرده يبلغ من العمر 65 عاماً أو أكثر. وبلغ متوسط حجم الأسرة المعيشية 2.66، أما متوسط حجم العائلات فبلغ 3.17.
بلغ العمر الوسطي للسكان 27.1 عاماً. وكانت نسبة 30.4% من القاطنين تحت سن الثامنة عشر، وكانت نسبة 14.1% بين الثامنة عشر والرابعة والعشرين عاماً، ونسبة 33.5% كانت واقعةً في الفئة العمرية ما بين الخامسة والعشرين والرابعة والأربعين عاماً، ونسبة 16.9% كانت ما بين الخامسة والأربعين والرابعة والستين، ونسبة 5.2% كانت ضمن فئة الخامسة والستين عاماً فما فوق. وتوزع التركيب الجنسي للسكان بنسبة 49% ذكور و51% إناث.

## توأمة
لكيلين (تكساس) اتفاقيات توأمة مع:
- اوسان

## أعلام
- دي جاي ستيفنس
- كيم إدواردز
- لورينزو ويليامز
- روبرت كمبرد
- أنتوني ويفر

## وصلات خارجية
- www.killeentexas.gov
- The US50 - Cities and Towns in Texas State